# Olympische Sommerspiele 1956/Schwimmen – 1500 m Freistil (Männer)
Der Wettbewerb über 1500 Meter Freistil der Männer bei den Olympischen Sommerspielen 1956 in der australischen Metropole Melbourne wurde vom 5. bis zum 7. Dezember im Olympic Swimming Stadium ausgetragen.

## Teilnehmende Nationen
Insgesamt nahmen 20 Schwimmer aus 11 Nationen an dem Wettbewerb teil.
| - Australien (3) - Deutschland (1) - Frankreich (3) - Japan (3) | - Kanada (1) - Kuba (1) - Philippinen (1) - Sowjetunion (1) | - Südafrikanische Union (1) - Ungarn (2) - Vereinigte Staaten (3) |

## Bestehende Rekorde
| Weltrekord         | George Breen ( Vereinigte Staaten) | 18:05,9 min | New Haven, USA     | 3. Mai 1956    |
| Olympischer Rekord | Ford Konno ( Vereinigte Staaten)   | 18:30,3 min | Helsinki, Finnland | 2. August 1952 |

## Vorläufe
Es fanden vier Vorläufe statt. Die acht schnellsten Schwimmer aller Vorläufe qualifizierten sich für das Finale.

### Vorlauf 1
| Rang | Name              | Nation     | Zeit        |
| ---- | ----------------- | ---------- | ----------- |
| 1    | Murray Rose       | Australien | 18:04,1 min |
| 2    | Tsuyoshi Yamanaka | Japan      | 18:04,3 min |
| 3    | William Slater    | Kanada     | 18:51,6 min |
| 4    | Guy Montserret    | Frankreich | 19:17,4 min |
| 5    | György Csordás    | Ungarn     | 19:44,2 min |

### Vorlauf 2
| Rang | Name           | Nation                | Zeit        |
| ---- | -------------- | --------------------- | ----------- |
| 1    | Gary Winram    | Australien            | 18:35,7 min |
| 2    | Yukiyoshi Aoki | Japan                 | 18:36,0 min |
| 3    | George Onekea  | Vereinigte Staaten    | 19:13,8 min |
| 4    | Peter Duncan   | Südafrikanische Union | 19:58,5 min |
| 5    | Raúl Martín    | Kuba                  | 19:59,9 min |

### Vorlauf 3
| Rang | Name               | Nation             | Zeit        |
| ---- | ------------------ | ------------------ | ----------- |
| 1    | George Breen       | Vereinigte Staaten | 17:52,9 min |
| 2    | Sándor Záborszky   | Ungarn             | 19:01,2 min |
| 3    | Jacques Collignon  | Frankreich         | 19:10,8 min |
| 4    | Bana Sailani       | Philippinen        | 19:16,8 min |
| 5    | Gennadi Androssow  | Sowjetunion        | 19:22,6 min |
| 6    | Hans-Joachim Reich | Deutschland        | 19:28,6 min |

### Vorlauf 4
| Rang | Name            | Nation             | Zeit        |
| ---- | --------------- | ------------------ | ----------- |
| 1    | Murray Garretty | Australien         | 18:27,4 min |
| 2    | Jean Boiteux    | Frankreich         | 18:46,6 min |
| 3    | Seizaburo Yagi  | Japan              | 18:57,3 min |
| 4    | David Radcliffe | Vereinigte Staaten | 19:09,6 min |

Nachdem Weltrekordler Murray Rose im ersten Vorlauf mit 18:04,1 min einen neuen olympischen Rekord aufgestellt hatte, unterbot George Breen diese Leistung im dritten und vorletzten Vorlauf, wobei er gleichzeitig die Weltbestmarke des Australiers um 6,6 s auf 17:52,9 min verbesserte.

## Finale
| Rang | Name              | Nation             | Zeit        |
| ---- | ----------------- | ------------------ | ----------- |
| 1    | Murray Rose       | Australien         | 17:58,9 min |
| 2    | Tsuyoshi Yamanaka | Japan              | 18:00,3 min |
| 3    | George Breen      | Vereinigte Staaten | 18:08,2 min |
| 4    | Murray Garretty   | Australien         | 18:26,5 min |
| 5    | William Slater    | Kanada             | 18:38,1 min |
| 6    | Jean Boiteux      | Frankreich         | 18:38,3 min |
| 7    | Yukiyoshi Aoki    | Japan              | 18:38,3 min |
| 8    | Gary Winram       | Australien         | 19:06,2 min |